# Domenico Piò
Domenico Piò, né en 1715 à Bologne et mort en 1801 à Rome, est un sculpteur néoclassique italien des XVIIIe et XIXe siècles actif principalement à Bologne.

## Biographie
Né à Bologne, Domenico Piò a appris de son père les différents styles artistiques alors qu'il travaillait avec lui. Il est plus tard devenu secrétaire de l'Accademia Clementina (aujourd'hui l'Académie des beaux-arts de Bologne). Il a notamment eu comme élève Gaetano Pignoni. Il était spécialisé dans la taille de sculptures et de monuments funéraires commandés par des notables de sa ville et des églises. Il décède en 1801, mais le dictionnaire d'Emmanuel Bénézit placerait plutôt sa mort vers 1799.

## Œuvres
Liste non-exhaustive de ses sculptures: 
- Décorations de l'église de Sant'Agostino d'Imola, avec Angelo Piò ;
- Décoration de l'Église Santa Maria delle Muratelle de Bologne.

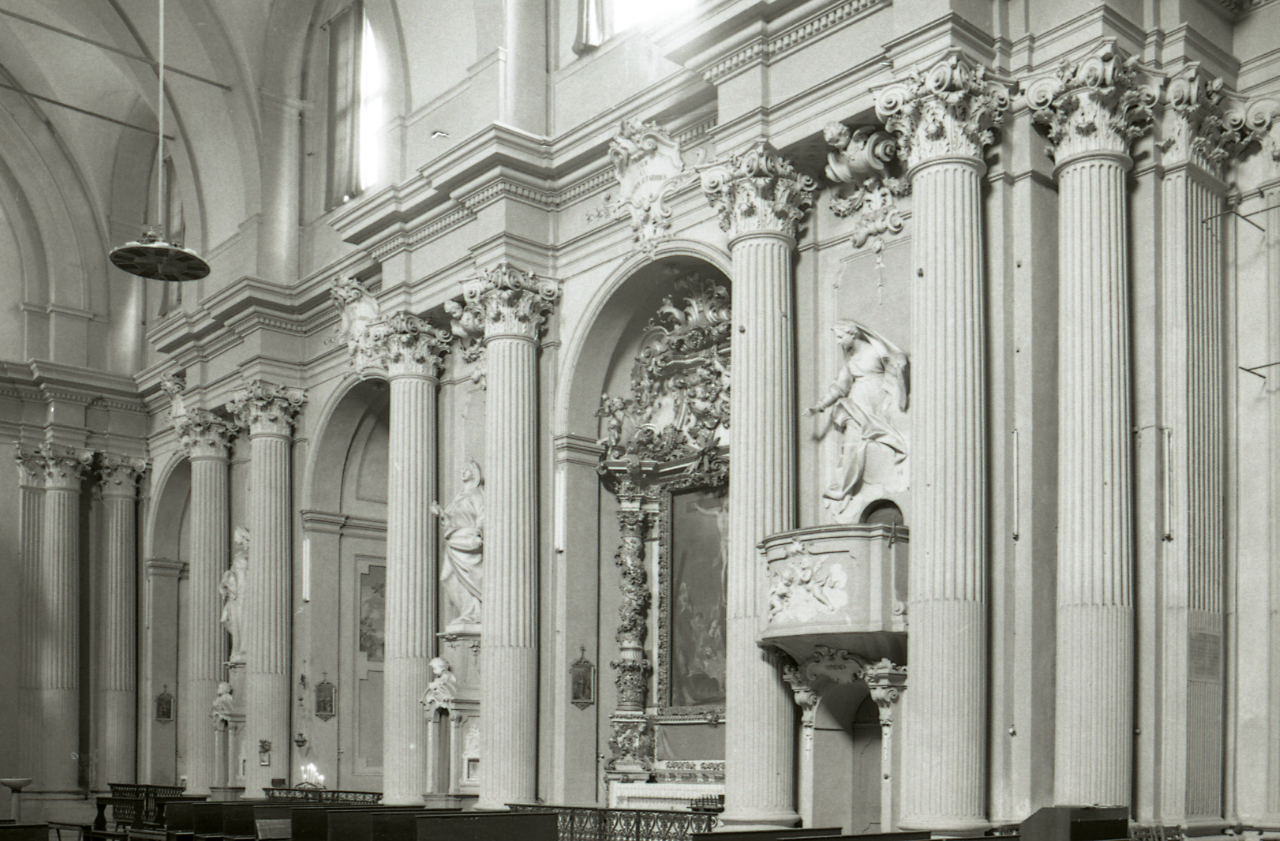
Intérieur de l'Église Sant'Agostino d'Imola Photographie de 1975 de Paolo Monti
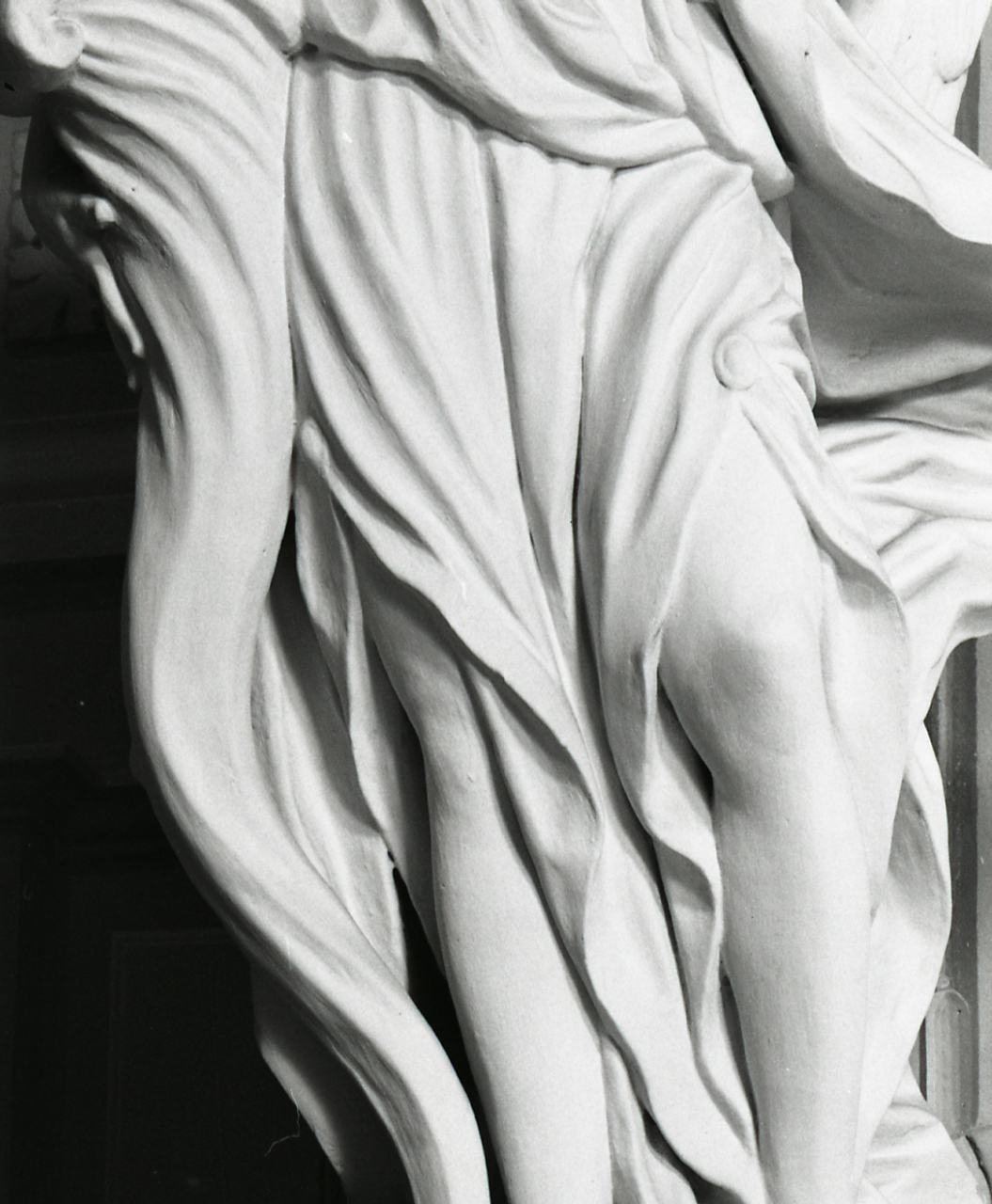
Détail de sculptures effectuées par Piò sur l'Église Santa Maria delle Muratelle de Bologne Photographie de 1975 de Paolo Monti